# I. e. 242
Évszázadok: i. e. 4. század – i. e. 3. század – i. e. 2. század
Évtizedek: i. e. 290-es évek – i. e. 280-as évek – i. e. 270-es évek – i. e. 260-as évek – i. e. 250-es évek – i. e. 240-es évek – i. e. 230-as évek – i. e. 220-as évek – i. e. 210-es évek – i. e. 200-as évek – i. e. 190-es évek
Évek: i. e. 247 – i. e. 246 – i. e. 245 – i. e. 244 –  i. e. 243 – i. e. 242 – i. e. 241 – i. e. 240 – i. e. 239 – i. e. 238 – i. e. 237

## Események

### Itália
- Rómában Caius Lutatius Catulust és Aulus Postumius Albinust választják consulnak. Mivel Postumius Mars papja is volt, a pontifex maximus megtiltotta számára a város elhagyását. Ezért eddig példátlan módon Lutatiust az egyik praetor, Quintus Valerius Falto kíséri el az új, kb. 200 hajóból álló hadiflottával Szicíliába, hogy blokád alá vegyék a még karthágói kézen lévő Lilybaeumot és Drepanumot.
- Megalapítják a praetor peregrinus tisztséget, amely a rómaiak és külföldiek közötti jogi vitákat intézi.

### Hellenisztikus birodalmak
- A harmadik szíriai háborúban az egyiptomiak és a szeleukidák Damaszkusz térségében csapnak össze.
- II. Leónidasz spártai király ellenzi uralkodótársa, IV. Agisz reformjait, ezért annak szövetségese, Lüszandrosz ephorosz a spártai hagyományok megsértésével vádolja. Leónidasz a várható ítélet elől elmenekül. Helyét veje, II. Kleombrotosz veszi át.

## Fordítás
- Ez a szócikk részben vagy egészben  a(z)   242 v. Chr. című német Wikipédia-szócikk ezen változatának fordításán alapul.  Az eredeti cikk szerkesztőit annak laptörténete sorolja fel. Ez a jelzés csupán a megfogalmazás eredetét és a szerzői jogokat jelzi, nem szolgál a cikkben szereplő információk forrásmegjelöléseként.